# Јурјевчани
Јурјевчани (хрв. Jurjevčani) су насељено место у саставу града Јастребарско, Загребачка жупанија, Република Хрватска.

## Историја
До територијалне реорганизације у Хрватској били су у саставу старе општине Јастребарско.

## Становништво
У попису становништва из 2011. године, Јурјевчани су имали 99 становника.
| Број становника према пописима | Број становника према пописима | Број становника према пописима | Број становника према пописима | Број становника према пописима | Број становника према пописима | Број становника према пописима | Број становника према пописима | Број становника према пописима | Број становника према пописима | Број становника према пописима | Број становника према пописима | Број становника према пописима | Број становника према пописима | Број становника према пописима | Број становника према пописима |
| ------------------------------ | ------------------------------ | ------------------------------ | ------------------------------ | ------------------------------ | ------------------------------ | ------------------------------ | ------------------------------ | ------------------------------ | ------------------------------ | ------------------------------ | ------------------------------ | ------------------------------ | ------------------------------ | ------------------------------ | ------------------------------ |
| 1857                           | 1869                           | 1880                           | 1890                           | 1900                           | 1910                           | 1921                           | 1931                           | 1948                           | 1953                           | 1961                           | 1971                           | 1981                           | 1991                           | 2001                           | 2011                           |
| 194                            | 203                            | 255                            | 288                            | 268                            | 274                            | 223                            | 236                            | 212                            | 197                            | 193                            | 183                            | 151                            | 126                            | 108                            | 99                             |

Напомена: Године 1857. и 1869. исказивано под именом Јурјевћан.